# 若芽色
若芽色（わかめいろ）は、植物の若い芽のような薄い黄緑と、かすかな黄色味を帯びた緑色を含んだ色である。英語では「スプラウト」（別名: スプロウト、英: sprout）と、フランス語では「ブールジョン」（英: bourgeon）という。横光利一の小説『旅愁』には、「若芽色の皮の手袋」という表現がある。